# Cryptopygus antarcticus
El colémbolo antártico, Cryptopygus antarcticus, es una especie de colémbolo nativo de la Antártida y Australia. Los ejemplares de Cryptopygus antarcticus apenas llegan a alcanzar un tamaño de 1 o 2 milímetros de largo y un peso de apenas unos pocos microgramos.

## Subespecies
La especie cuenta con cuatro subespecies:
- C. a. antarcticus
- C. a. maximus
- C. a. reagens
- C. a. travei